# Jeunesse : Retour au pays
Série
Jeunesse : Les Tourments
(2024)
Pour plus de détails, voir Fiche technique et Distribution.
Jeunesse : Retour au pays (chinois : 青春：归 ; pinyin : Qing chun gui) est un film documentaire de 2024 de Wang Bing, le troisième volet de la trilogie Jeunesse du réalisateur sur les jeunes ouvriers de l'industrie textile chinoise après Jeunesse : Le Printemps en 2023 et Jeunesse : Les Tourments en 2024,.
Le film sera présenté en première mondiale au 81e Festival international du film de Venise, où il sera le seul documentaire à concourir pour le Lion d'or.

## Sujet
Les ateliers textiles de Zhili ralentissent leur activité pour les vacances du Nouvel An, de nombreux travailleurs rentrant chez eux. Deux travailleurs, Shi Wei et Fang Lingping, vont se marier pendant les vacances, le futur mari de cette dernière, un spécialiste en technologies de l'information, prévoyant de rejoindre sa nouvelle épouse à Zhili.

## Fiche technique
Sauf indication contraire, les informations mentionnées dans cette section peuvent être confirmées par la base de données cinématographiques IMDb,  présente dans la section « Liens externes ».
- Titre français : Jeunesse : Retour au pays[5]
- Titre original : 青春：归, Qīngchūn: Guī
- Réalisation et scénario : Wang Bing
- Montage : Dominique Auvray
- Pays de production :  Chine -  France -  Luxembourg -  Pays-Bas
- Langue originale : mandarin
- Format : Couleur
- Durée : 152 minutes
- Genre : Documentaire
- Dates de sortie :
  - Italie : 7 septembre 2024 (Mostra de Venise 2024)
  - France : 9 juillet 2025 Date sujette à modification

## Sortie
Qīngchūn: Guī sera présenté en première le 6 septembre 2024 en compétition principale au Festival du film de Venise de cette même année.
Il fait suite à la sortie des films précédents de la trilogie. Jeunesse : Le Printemps a fait ses débuts au Festival de Cannes 2023, tandis que Jeunesse : Les Tourments a été présenté en avant-première au 77e Festival du film de Locarno en août 2024.

## Récompenses et distinctions
- Mostra de Venise 2024 :  sélection en compétition